# Can't Decide
Can't Decide is een single van Protection Patrol Pinkerton. De single werd uitgebracht als download in 2013 en komt van het album Protection Patrol Pinkerton. Het is de derde single van de groep.

## Muziekvideo
Een muziekvideo voor het nummer werd op 2 oktober 2013 op het YouTubekanaal van de band geplaatst. In het filmpje is een fanfare die door de straten loopt te zien, waarna de 5 leden van de groep met ballonnen boven hun hoofd en geblinddoekt door verschillende muzikanten worden neergeschoten bij het vallen van een grote lading confetti, die blijft vallen tijdens de gehele duur van de outro. De video is 4 minuten en 28 seconden lang.